# The Saw Is the Law
The Saw Is the Law četvrti je EP njemačkog thrash metal-sastava Sodom. Objavljen je 1991.

## Popis pjesama
| 1.    | »The Saw Is the Law« (remiksana inačica)             | 5:52 |
| 2.    | »Tarred and Feathered«                               | 3:04 |
| 3.    | »The Kids Wanna Rock"« (obrada pjesme Bryana Adamsa) | 2:47 |
| 11:43 |                                                      |      |

## Zasluge
Sodom
- Tom Angelripper - vokal, bas-gitara
- Michael Hoffman - gitara
- Chris Witchhunter - bubnjevi